# Krasnawolle
Krasnawolle (biał. Краснаволле; ros. Красноволье, Krasnowolje) – wieś na Białorusi, w obwodzie mińskim, w rejonie łohojskim, w sielsowiecie Krajsk. W 2019 roku liczyła 2 mieszkańców.